# لیو کیانگدون
لیو کوئیانگ دانگ (انگلیسی: Liu Qiangdong؛ زادهٔ ۱۴ فوریهٔ ۱۹۷۴) که با نام ریچارد لیو نیز شناخته می شود، یک کارآفرین اینترنتی چینی است. او مؤسس JD.com، یکی از شرکت های صنعت تجارت الکترونیک پیشرو در چین است.

## زندگینامه
لیو کوئیانگ دانگ در سوکیان از استان جیانگسو به دنیا آمد. لیو در دانشگاه مردمی چین و سپس در دانشکده چینی اروپایی بازرگانی بین‌المللی به تحصیل پرداخت.
کوئیانگ دانگ اولین کسب و کار خود را در سال ۱۹۹۸ به عنوان توزیع کننده سی دی شروع کرد. او اولین وب سایت فروش آنلاین خود را در سال ۲۰۰۴ با نام JD.com راه اندازی کرد. سال بعد او تمرکز کامل خود را بر روی کسب و کار تجارت الکترونیک معطوف کرد.
JD.com از آن زمان به بعد یکی از کسب و کارهای تجارت الکترونیک پیشرو در چین است.
در اوت ۲۰۱۵ او با ژانگ زتیان که یکی افراد مشهور اینترنتی است ازدواج کرد. این زوج یک دختر دارند که در ماه مارس ۲۰۱۶ به دنیا آمده‌است.
ارزش دارایی او بالغ بر ۱۲/۷ میلیارد دلار است.